# 莫桑比克解放阵线党
莫桑比克解放陣線党（葡萄牙語：Partido Frelimo）是莫桑比克的一個政黨。该党成立于1962年，初名莫桑比克解放阵线（Frente de Libertação de Moçambique），简称莫解阵（Frelimo），音译弗累利莫。

## 历史
该党成立后便开始领导反对葡萄牙殖民统治的莫桑比克独立战争。1970年，萨莫拉·马谢尔任莫解阵主席。1975年，该党建立莫桑比克人民共和国，马谢尔任总统。1977年，该党召开“三大”，更改党名为现名，并正式决定以马克思列宁主义作为党的指导思想。1986年，马谢尔因空难去世，若阿金·希萨诺接任莫解阵主席和莫桑比克总统。1989年，受东欧剧变影响，该党“五大”决定放弃马克思列宁主义意识形态和社会主义制度。1994年，该党赢得莫桑比克首次有多个政党参加的大选。此后多次大选，该党均获胜，使该党一直保持着执政党地位。
2019年莫桑比克大选後，莫桑比克解放陣線在共和国议会250席中佔有184席。

## 外国支持

1976年—1990年，莫桑比克解放陣線党的党旗

1997年—2004年，莫桑比克解放陣線党的党旗

莫解阵曾得到以下各国政府的军事和人道主义支持：阿尔及利亚、安哥拉、保加利亚、佛得角、捷克斯洛伐克、刚果（布）、古巴、东德、埃塞俄比亚、几内亚比绍、匈牙利、朝鲜、中国、波兰、罗马尼亚、圣多美和普林西比、南也门、苏联、坦桑尼亚、越南、南斯拉夫、赞比亚、津巴布韦。